# Josep Ayala
Pour les articles homonymes, voir Ayala.
Josep Ayala, né le 8 avril 1980 à Sant Julià de Lòria (Andorre), est un footballeur international andorran. Il évolue depuis 2009 au FC Santa Coloma au poste de milieu de terrain.

## Biographie
Il est l'un des joueurs les plus capés de l'équipe d'Andorre de football avec 78 sélections et 1 but inscrit face à la Moldavie le 9 février 2011 en match amical (défaite 2-1). 
Lors de la saison 2005-2006, avec son compère de la sélection andorranne Antoni Sivera, il connaît sa première expérience à l'étranger en signant dans le club ariégeois de l'US Luzenac en CFA français.